# Província de Bocas del Toro
La província de Bocas del Toro és una subdivisió administrativa de Panamà. Limita a l'oest amb Costa Rica, al sud amb la Província de Chiriquí i a l'est amb la comarca indígena de Ngobe-Buglé.

## Districtes i corregimientos de Bocas del Toro
| Districtes      | corregimientos                                                                      | Capital de Distrito |
| --------------- | ----------------------------------------------------------------------------------- | ------------------- |
| Bocas del Toro  | Bocas del Toro, Bastimentos, Cauchero, Punta Laurel, Tierra Oscura                  | Bocas del Toro      |
| Changuinola     | Changuinola, Almirante, Guabito, El Teribe, Valle del Risco, El Empalme, Las Tablas | Changuinola         |
| Chiriquí Grande | Chiriquí Grande, Miramar, Punta Peña, Punta Robalo, Rambala                         | Chiriquí Grande     |